# アドリアン・ツィング
アドリアン・ツィング（Adrian Zingg、1734年4月15日 - 1816年5月26日）はスイス生まれの版画家、画家である。 ドレスデンの美術学校(Hochschule für Bildende Künste Dresden:後のドレスデン美術大学）の版画の教授などを務めた。

## 略歴
スイスのザンクト・ガレン州のザンクト・ガレンの鉄細工師の息子に生まれた。チューリッヒの版画家、ホルツハルプ(Johann Rudolf Holzhalb) の工房で訓練を受けた後、1757年にベルンの風景画家、ヨハン・ルートヴィヒ・アベルリ（1723-1786）が自らの絵を出版するために作った出版社に雇われ、1759年にアベルリらとパリを旅した。パリには7週間、滞在し、ドイツ生まれの画家、版画家のヨハン・ゲオルク・ヴィレ(Johann Georg Wille:1715-1808)のもとでも働いた。
1764年にドレスデンの美術アカデミーの会長を務めていたハーゲドルン(Christian Ludwig von Hagedorn)によってドレスデンの美術学校の版画の教師に指名され、1766年から教え始めた。ドレスデン美術アカデミーの教授、クリスティアン・ヴィルヘルム・エルンスト・ディートリッヒと親しくなり、ディートリヒから絵を学んだ。1774年にディートリヒが没した後、彼の作品集を出版した。1769年にウィーン美術アカデミーの会員に選ばれ、1787年にベルリン芸術アカデミーの会員に選ばれた。1803年にドレスデン美術アカデミーの銅版画の教授の称号を得た、ザクセン選帝侯領の宮廷版画家(kurfürstlichen Hofkupferstechers)の称号も与えられた。
ツィングの教えた学生にはカール・アウグスト・リヒターとルートヴィヒ・リヒターの父子やナーテ(Christoph Nathe)やハインリヒ・テオドール・ヴェーレ(Heinrich Theodor Wehle)がいる。
版画家としてドレスデンのあるザクセン地域、特に現在、ザクセン・シュヴァイツ(Sächsische Schweiz)と呼ばれる地域の風景版画を作成した。

## 作品集
- Adrian Zinggs Kupferstichwerk, Tauchnitz, Leipzig, 1805[2] (52 Stiche umfassend)

## 作品

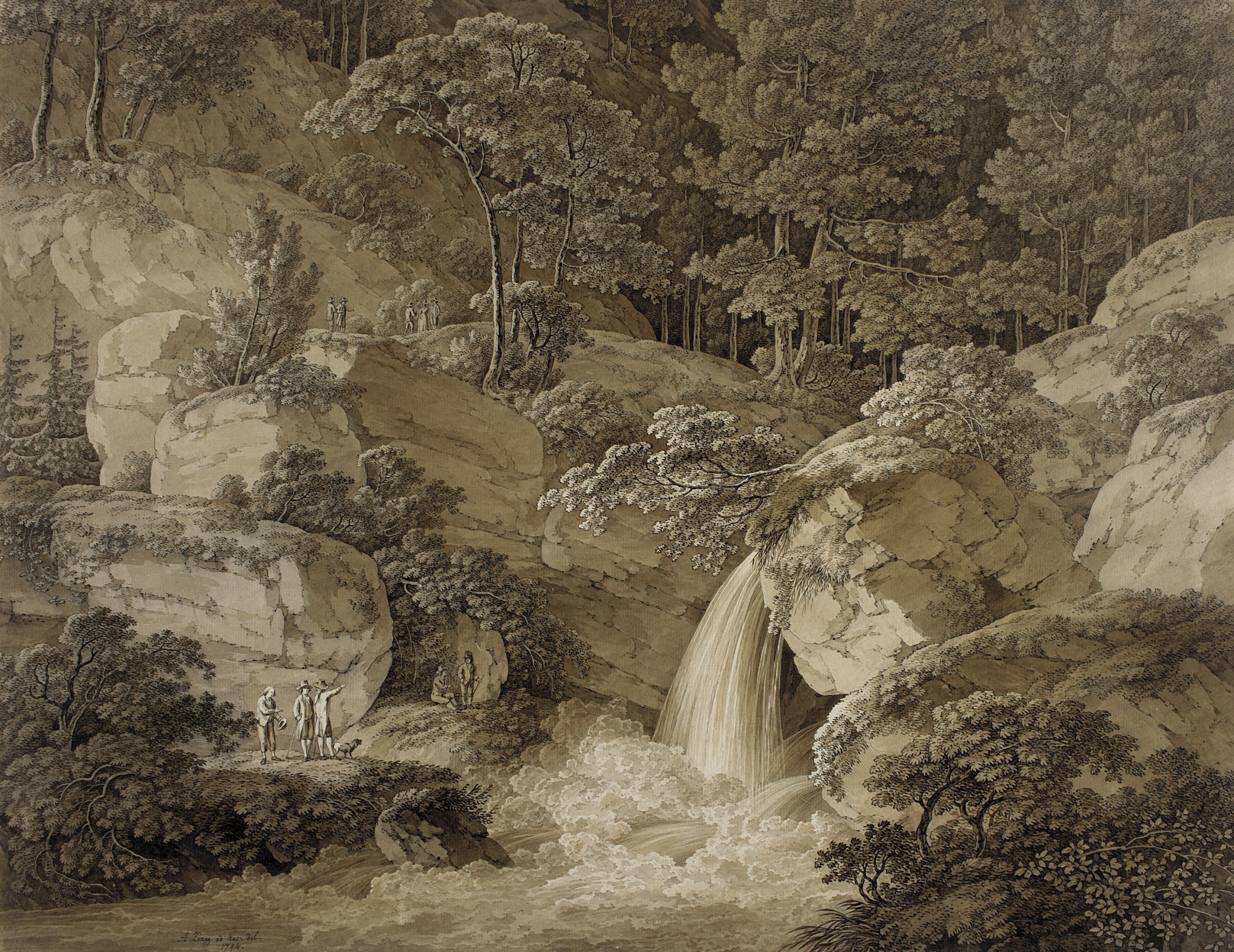
アムゼルの滝(1794)
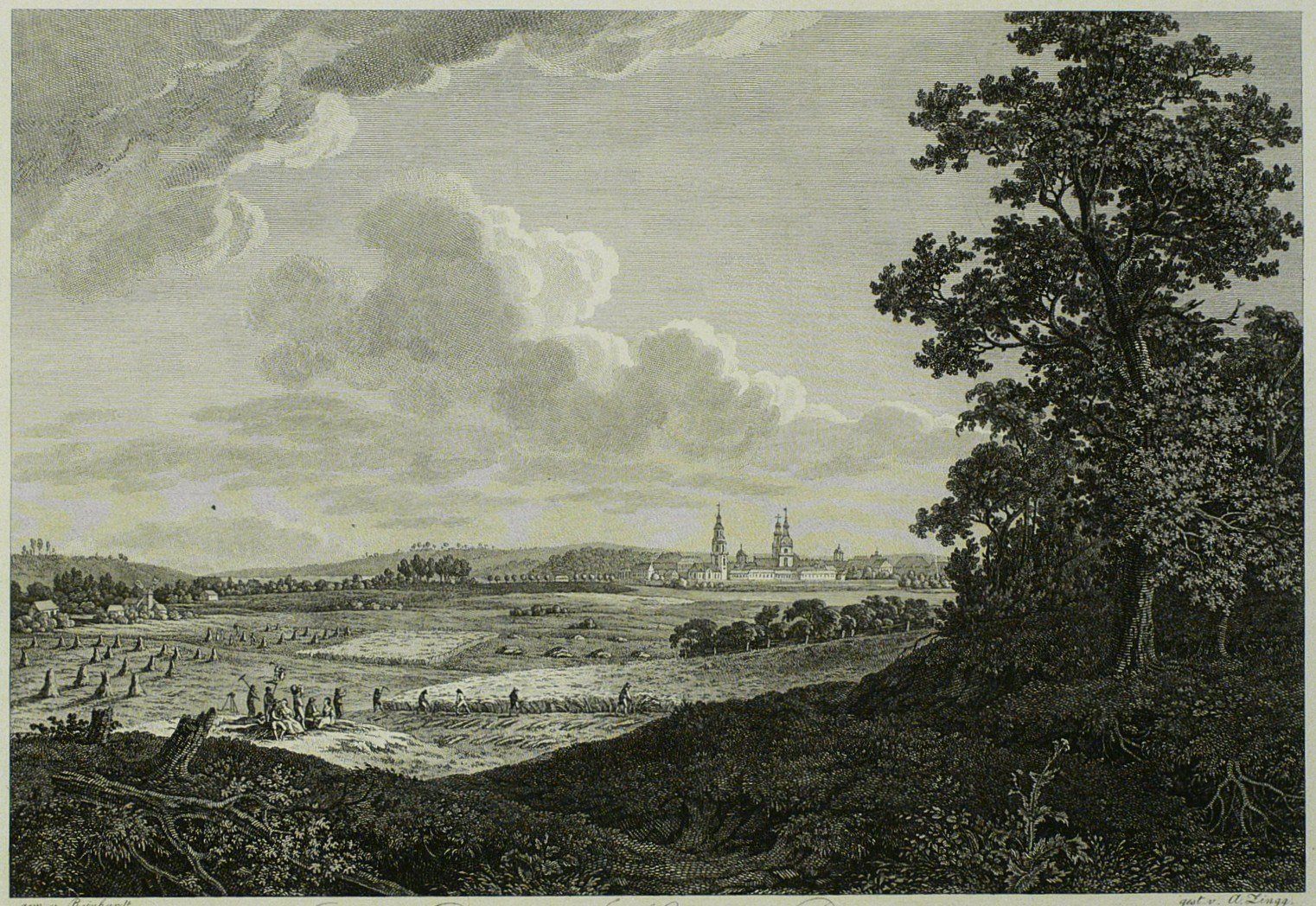
ポツダム近郊の風景
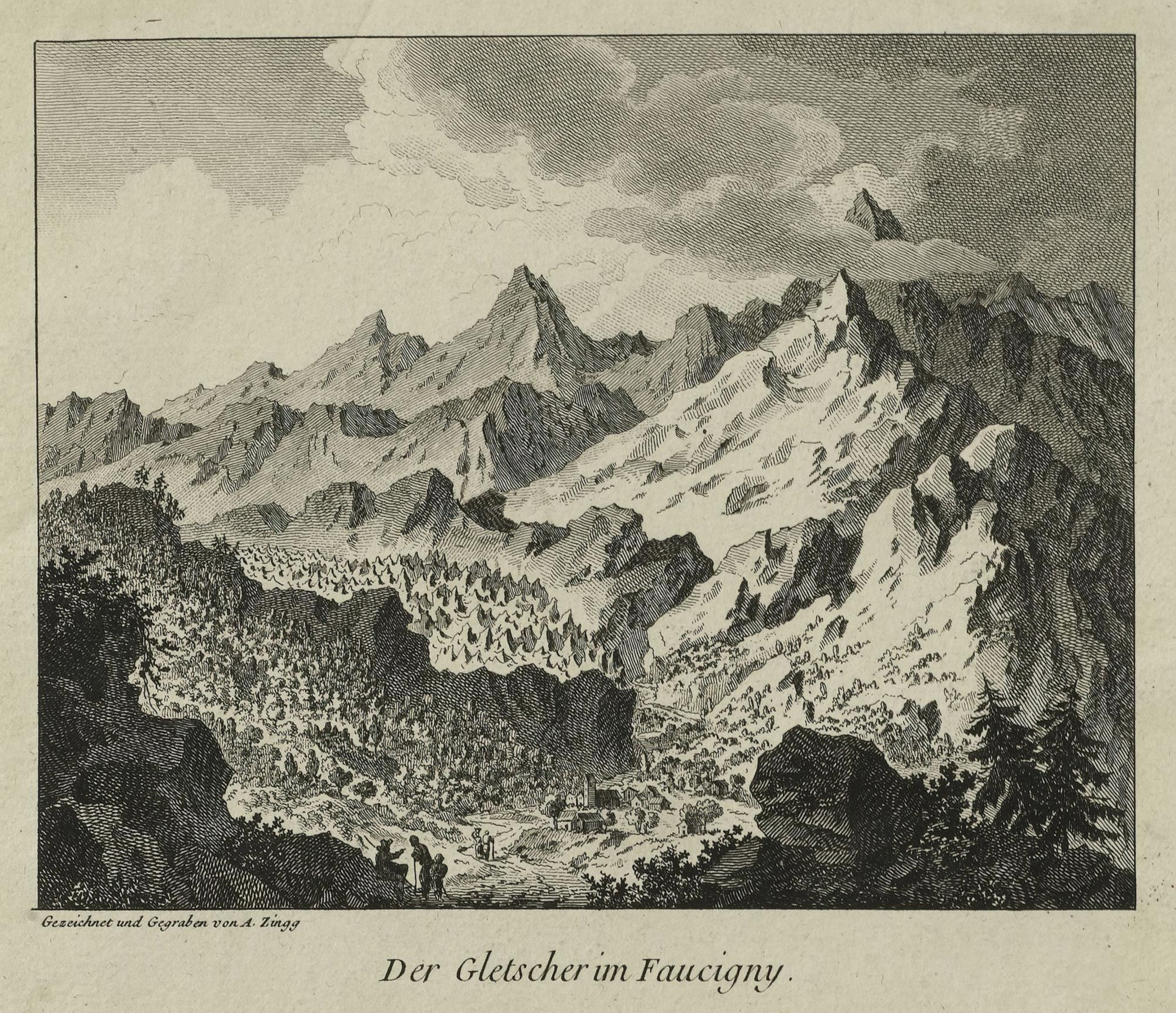
Der Gletscher im Faucigny